# KV Keizer Karel
Keizer Karel is een Nederlandse korfbalvereniging uit Nijmegen.

## Geschiedenis
De club is opgericht in 1966 en is vernoemd naar keizer Karel de Grote. Op 8 juli 1966 werd gestart als ondervereniging van Sportvereniging Noviomagum in Nijmegen-West. Op 3 november 1966 werd het een zelfstandige club als Philips Korfbal Vereniging Keizer Karel.  In 1975 ging de club naar Staddijk en ging verder onder de huidige naam. 

## Niveau
In 1989 promoveerde het 1e team voor de eerste keer in de clubhistorie in de veld- en zaalcompetitie naar de Hoofdklasse, het hoogste Nederlandse niveau.
In dit seizoen, 1989-1990 handhaafde de club zich in de zaal, maar degradeerde het op het veld.
In 1991 werd de club in de zaalcompetitie als relatieve nieuwkomer 5e in de Hoofdklasse B.
In 1992 degradeerde de club in de zaalcompetitie uit de Hoofdklasse.

## Accommodaties
De veldwedstrijden worden gespeeld in de eigen veldaccommodatie. De zaalwedstrijden worden gespeeld in Sporthal Meijhorst.